# CG-5
La CG-5 (Carretera General 5) és una carretera de la Xarxa de Carreteres d'Andorra, que connecta Erts a la CG-4 amb Arinsal, amb una distància total de només 2,5 quilòmetres, essent així la carretera general més curta del principat.

## Història (CS-410)
S'ha anomenat CS-410 fins al 2007, any en què es va decidir donar-li la denominació superior de Carretera General. El tram des de Arinsal fins a Prats Sobirans es va esdevenir la CS-530.

### Projectes
L'any 2017 el Govern d'Andorra va aprovar destinar 8.709,33 euros a treballs de reconeixement geològic i geotècnic en l'obra d'eixample de la carretera CG-5 entre el quilometratge PK0+050 i PK0+370, a l'altura d'Erts, a la parròquia de la Massana. L'actuació va allargar-se vuit setmanes i s'ha adjudicat a Igeotest, SLU.

## Recorregut
La CG-5 té lo seu inici en la CG-4 al poble d'Erts. La carretera finalitza a Arcalís quan s'acaba la CG-5 i comença la carretera CS-413 i la CS-530.
La carretera CG-5 travessa les següents poblacions:
- Erts (CG-4)
- Puiol del Piu
- Mas de Ribafeta
- Arinsal

| Tipus de sortida | Direcció de la sortida    | Carretera que hi enllaça | Qm  |
| ---------------- | ------------------------- | ------------------------ | --- |
| CG-5             | Erts                      | CG-4                     | 0   |
|                  | Puiol del Piu             | Camí / Carrer            | 0,4 |
|                  | Mas de Ribafeta           | Camí / Carrer            | 0,6 |
|                  | Arinsal                   | Carretera d'Arinsal      | 1   |
|                  | Coma Pedrosa              |                          | 2   |
|                  | Estació d'Esquí d'Arinsal | CS-413 CS-530            | 2,5 |